# Kingsley Amis
Kingsley William Amis (Londra, 16 aprile 1922 – Londra, 22 ottobre 1995) è stato uno scrittore, poeta e critico letterario britannico.

## Biografia

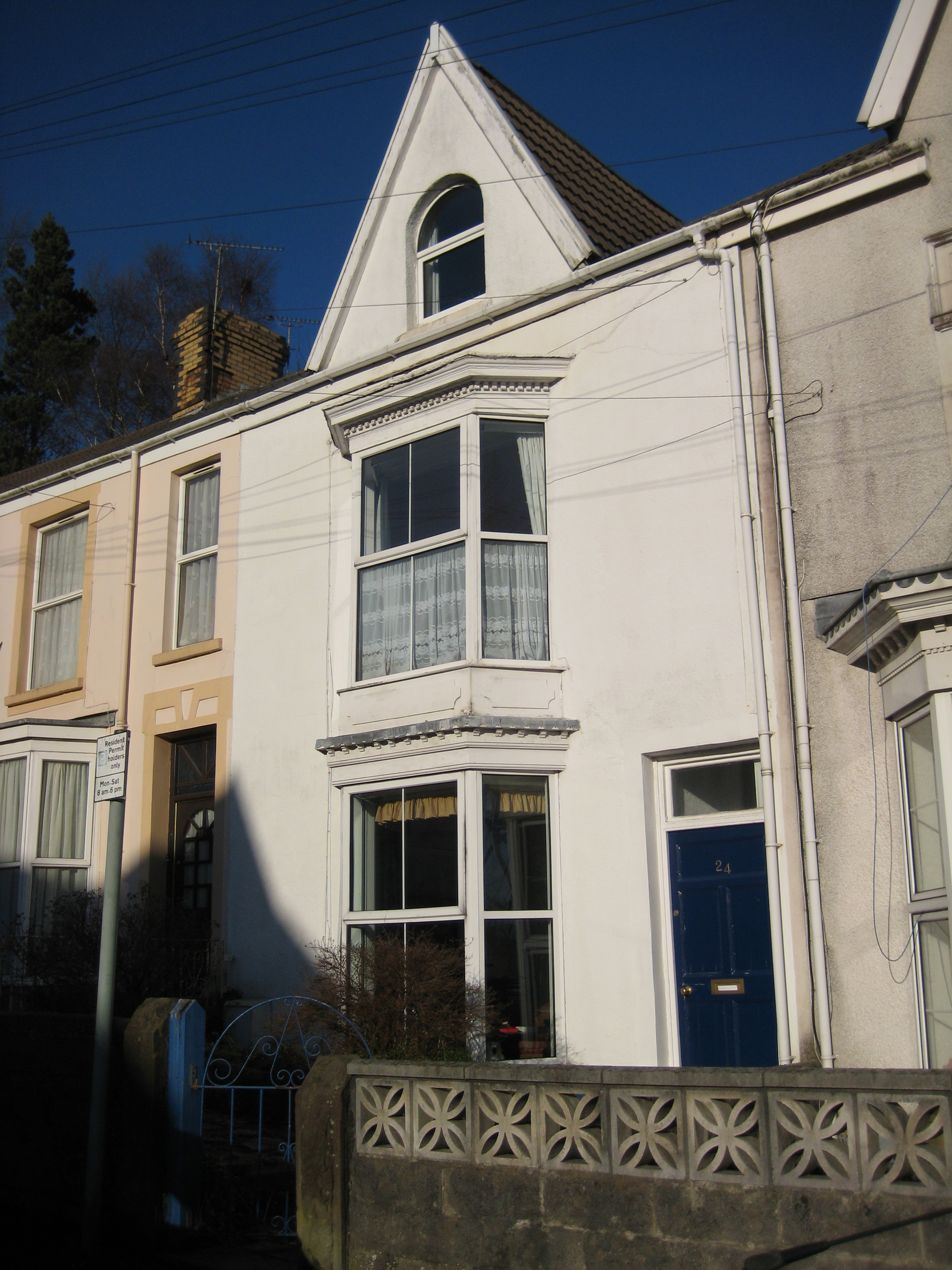
La casa di Kingsley Amis a Swansea

Padre di Martin Amis e marito di Elizabeth Jane Howard, entrambi scrittori, studiò a Londra e presso il St John's College di Oxford e ottenne l'incarico di docente di letteratura inglese all'Università di Cambridge.
Iscritto al partito comunista, maturò nel tempo una certa disillusione verso tale scelta politica, abbandonata definitivamente nel 1956 quando l'URSS invase l'Ungheria.
Le sue prime opere furono la raccolta di racconti Bright November (1947) e il libro di poesie A Frame of Mind (1953). Vicino al gruppo degli Angry Young Men (“giovani Arrabbiati”), che definiva una corrente variegata e non organizzata di scrittori inglesi che, negli anni cinquanta, si distinguevano per l'anticonformismo e la denuncia sociale (tra gli altri Alan Sillitoe, John Braine, Angus Wilson, John Osborne, John Wain, Arnold Wesker), ebbe grande successo con il romanzo picaresco Jim il fortunato (Lucky Jim, 1954), forte satira della società del benessere e dell'establishment. Le tematiche sociali continuarono ad affacciarsi nelle varie prose e raccolte poetiche successive: Quell'incerto sentimento (That Uncertain Feeling, 1955), I Like It Here (1958) e in particolare Perché resti con Bang? (One Fat Englishman), del 1963.
Interessato alla fantascienza e, in particolare, alla corrente "sociale" o "sociologica" diffusasi negli anni Cinquanta grazie ad autori come C. M. Kornbluth, Frederik Pohl e Robert Sheckley, nel 1960 Amis pubblicò la rassegna Nuove mappe dell'inferno (New Maps of Hell), uno dei primi studi critici su questo genere ad avere vasta risonanza: discutendone le qualità letterarie, Amis pose enfasi su quelle opere che utilizzavano la fantascienza come mezzo di indagine sociale e culturale e coniò la definizione comic inferno per descrivere un certo tipo di antiutopie in chiave sarcastica, riscontrate ad esempio in Robert Sheckley. Negli anni successivi recensì altri autori emergenti come J. G. Ballard dando così, in qualche modo, anche uno stimolo alla New Wave, e, in collaborazione con Robert Conquest, curò la serie di antologie Spectrum I-IV (1962-66), che attingeva in buona parte alla «Astounding SF» degli anni Cinquanta. Inoltre, vari suoi racconti, scritti fra gli anni Cinquanta e Settanta e raccolti in Collected Short Stories (1980), contengono elementi fantascientifici, così come i romanzi La Lega Antimorte (The Anti-Death League, 1966), l'ucronico Modificazione H. A. (The Alteration, 1976) e Russian Hide-and-Seek (1980); nel 1981 tornò invece alla cura di un volume antologico, The Golden Age of Science Fiction, selezione di racconti scritti da autori come Asimov, Ballard, Clarke, Vonnegut che si concentra sul periodo 1948-1962.
Il distacco dal partito avvenuto nel 1956 significò per Amis una presa di posizione in senso opposto, che si palesava, in articoli come Why Lucky Jim Turned Right (1967), attraverso un sostanziale anti-comunismo e perfino conservatorismo, entrambi serpeggianti in opere più tarde tra cui la distopica Russian Hide-and-Seek (1980), che nuovamente in chiave ucronica narra di una Gran Bretagna posta sotto il dominio sovietico.
L'ateismo affiora invece in libri come il già citato La Lega Antimorte e come la raccolta di storie di fantasmi The Green Man (1969), entrambi aperti a speculazioni pur misurate su divinità e morte.
Del 1965 è The James Bond Dossier, saggio di costume sul famoso eroe cinematografico che Amis scelse poi per protagonista del romanzo Il colonnello Sun (Colonel Sun, 1968): all'arguta vena satirica egli accostò quindi il tipico tema dell'intrigo internazionale. Da questo filone ricavò anche il curioso manuale, scritto sotto pseudonimo, The Book of Bond, or Every Man His Own 007 (1965). Nel 1973 Amis pubblicò Delitto a Riverside Villas (The Riverside Villas Murder) e nel 1978 La rinuncia di Jake (Jake's Thing), finalista al Booker Prize, che poi vinse nel 1986 con Vecchi diavoli (The Old Devils). Per quanto riguarda la critica letteraria, si ricordano ancora la raccolta di testi What Became of Jane Austen (1970) e il volume Kipling (Rudyard Kipling and His World, 1975).
Nel 1990 la sua carriera fu coronata dal conferimento del titolo di Commendatore dell'Ordine dell'Impero Britannico.

## Opere

### Narrativa

#### Romanzi
- The Legacy (1948, inedito)
- Lucky Jim (1954)
  - Jim il fortunato, trad. di Luciana Agnoli Zucchini, Collana La Piramide n.45, Milano, Martello, 1957; La Biblioteca di Libero n.15, Milano, 2003.
  - Lucky Jim, trad. di E. Mozzachiodi, Collana Romanzi e racconti n.562, Milano, Dalai, 2013, ISBN 978-88-607-3672-7.
  - Lucky Jim, trad. di Luciana Agnoli Zucchini, Collana Biblioteca, Vicenza, Neri Pozza, 2023, ISBN 978-88-545-2797-3.
- That Uncertain Feeling (1955)
  - Quell'incerto sentimento, trad. di Bruno Fonzi, Collana I Coralli n.259, Torino, Einaudi, 1969.
- I Like It Here (1958)
- Take a Girl Like You (1960)
- One Fat Englishman (1963)
  - Perché resti con Bang?, trad. di Bruno Oddera, Collana I Coralli n.251, Torino, Einaudi, 1968
- The Egyptologists, con Robert Conquest, 1965
- The Anti-Death League (1966)
  - La Lega Antimorte, trad. di Leo Rossi, Milano, Feltrinelli, 1968; Collana Gialli n.132, Milano, Garzanti, 1977
- Colonel Sun: A James Bond Adventure (firmato con lo pseudonimo di Robert Markham) (1968)
  - Il colonnello Sun, trad. di Roselia Rossi Irti, Collana R68, Milano, Garzanti, 1968; Collana Gialli n.38, Garzanti, 1973
- I Want It Now (1968)
- The Green Man (1969)
- Girl, 20 (1971)
- The Riverside Villas Murder (1973)
  - Delitto a Riverside Villas, trad. di Luigi Pellisari,[3] Collana Narrativa, Milano, Sonzogno, 1979; Collana I Grandi n.216, Milano, Bompiani, 1992
- Ending Up (1974)
- The Crime of the Century (1975)
- The Alteration (1976)
  - Modificazione H. A., trad. di Amina Pandolfi, Collana Narrativa, Milano, Sonzogno, 1977
- Jake's Thing (1978)
  - La rinuncia di Jake, Novara, Editoriale Nuova, 1980
- Russian Hide-and-Seek (1980)
- Stanley and the Women (1984)
- The Old Devils (1986) vincitore del Booker Prize
  - Vecchi diavoli, Collana Romanzi e racconti n.556, Milano, Dalai, 2012, ISBN 978-88-607-3551-5
- Difficulties With Girls (1988)
- The Folks That Live On the Hill (1990)
- We Are All Guilty (1991)
- The Russian Girl (1992)
- You Can't Do Both (1994)
- The Biographer's Moustache (1995)
- Black and White (1995, incompiuto)

#### Racconti
- My Enemy's Enemy (1955)
- Court of Inquiry (1956)
- The 2003 Claret (1958)
- Moral Fibre (1958)
- Hemingway nello spazio (Hemingway in Space, 1960), trad. di Annarita Guarnieri, in AA.VV., Millemondinverno 1986, Collezione Urania Millemondi n.30, Milano, Mondadori, 1986
- Something Strange (1960)
  - Qualcosa di strano, in AA.VV., Qualcosa di strano, trad. di Gian Luigi Gonano, Collana Gamma 13 anno II, Edizioni dello Scorpione, Milano, 1966; in AA.VV., La società di Lucifero (The Lucifer Society), a cura di Peter Haining, Collana La Ginestra n.141, Longanesi, Milano, 1975; in AA.VV., Diciannove racconti, trad. di Bruno Oddera, I Libri di Playmen, Tattilo Editrice, Roma, 1978
- All the Blood Within Me (1962)
- I Spy Strangers (1962)
- The Friends of Plonk (1964)
- Dear Illusion (1972)
- Mason's Life (1972)
- Too Much Trouble (1972)
- Who or What Was It? (1972)
- The Darkwater Hall Mystery (1978)
- The House on the Headland (1979)
- To See the Sun (1980)

##### Raccolte di racconti
- My Enemy's Enemy (1962)
- Collected Short Stories (1980)
- Mr. Barrett's Secret and Other Stories (1993)

### Poesia
- Bright November (1947)
- A Frame of Mind (1953)
- Poems: Fantasy Portraits (1954)
- A Case of Samples: Poems 1946-1956 (1956)
- The Evans County (1962)
- Poems (1962)
- A Look Round the Estate: Poems 1957-1967 (1967)
- Collected Poems 1944-1978 (1979)

### Saggistica
- Socialism and the Intellectuals, pamphlet per la Fabian Society, 1957
- New Maps of Hell: A Survey of Science Fiction (1960)
  - Nuove mappe dell'inferno, trad. di Marina Valente, Collana I Numeri n.7, Milano, Bompiani, 1962
- The James Bond Dossier (1965)
- The Book of Bond, or Every Man His Own 007 (1965)
- Lucky Jim's Politics (1968)
- What Became of Jane Austen?: And Other Questions (1970)
- On Drink (1972)
- Kingsley Amis On Drink (1972)
- Tennyson (1973)
- Rudyard Kipling and His World (1975)
  - Kipling, trad. di Silvia Vignato, Milano, Leonardo, 1990, ISBN 978-88-355-1014-7
- Harold's Years: Impressions of the Harold Wilson Era (1977)
- Arts Policy? (1979)
- Every Day Drinking (1983)
  -  Taccuini di un vecchio bevitore, traduzione di S.G. Fichera, Collana Icone n.18, Milano, Dalai, 2009, ISBN 978-88-607-3538-6.
- How's Your Glass (1984)
- The Great British Songbook, con James Cochrane, 1986
- The Amis Collection: His Best Journalism, Pieces and Reviews (1990)
- Kingsley Amis in Life and Letters (1990)
- Memoirs (1991)
- The King's English: A Guide to Modern Usage (1997)
- The Letters of Kingsley Amis, a cura di Zachary Leader (2000)

### Antologie (come curatore)
- Spectrum, con Robert Conquest, 1962
- Spectrum 2, con Robert Conquest, 1962
- Spectrum 3, con Robert Conquest, 1963
- Spectrum 4, con Robert Conquest, 1965
- Spectrum 5, con Robert Conquest, 1966
- The New Oxford Book of English Light Verse (1978)
- The Faber Popular Reciter (1978)
- The Golden Age of Science Fiction (1981)
- The Amis Anthology: Personal Choice (1988)
- The Pleasure of Poetry (1990)
- The Amis Story Anthology (1992)